# Noccidium tuberculatum
Noccidium tuberculatum är en korsblommig växtart som beskrevs av Friedrich Karl Meyer. Noccidium tuberculatum ingår i släktet Noccidium och familjen korsblommiga växter. Inga underarter finns listade i Catalogue of Life.